# Ayenia wygodzinskyi
Ayenia wygodzinskyi är en malvaväxtart som beskrevs av Cristobal. Ayenia wygodzinskyi ingår i släktet Ayenia och familjen malvaväxter. Inga underarter finns listade i Catalogue of Life.